# Матија Цакањи
Матија Цакањи (итал. Mattia Zaccagni; Чезена, 16. јун 1995), често правописно неправилно као „Закањи”, италијански је фудбалер. 

## Каријера
Дебитовао је у Серији А за Верону 23. септембра 2015. као замена за Јакопа Салу у 75. минуту у поразу од Интера резултатом 1:0.
Дана 31. августа 2021, Цакањи је прешао из Хелас Вероне у римски Лацио на позајмицу уз условну обавезу куповине.
Закањи је позван у сениорску репрезентацију Италије у новембру 2020. године. Дебитовао је у пријатељској утакмици против Турске 30. марта 2022. године. Дао је важан гол против Хрватске на Европском првенству 2024, којим је Италија прошла групу (резултат 1:1).

## Успеси
Индивидуално
- Гол године у Серији А: 2021.[4]

## Голови за репрезентацију
Ажурирано 24. јуна 2024.
| #  | Датум         | Место            | Противник | Гол   | Резултат | Такмичење                |
| -- | ------------- | ---------------- | --------- | ----- | -------- | ------------------------ |
| 1. | 24. јун 2024. | Лајпциг, Немачка | Хрватска  | 1 : 1 | 1 : 1    | Европско првенство 2024. |